# Czeremoszne (hromada Pohrebyszcze)
Czeremoszne (ukr. Черемошне) – wieś na Ukrainie, w obwodzie winnickim, w rejonie winnickim, w hromadzie Pohrebyszcze. W 2001 liczyła 753 mieszkańców.